# Fort Fisher
Fort Fisher fue una forticación militar confederada durante la Guerra Civil Americana. Estaba situada en la desembocadura del río Cape Fear al Océano Atlántico, en el estado de Carolina del Norte, cerca del puerto de Wilmington. Tenía gran importancia estratégica, pues facilitaba a los barcos confederados evadir el bloqueo naval y desembarcar mercancías en Wilmington. Fue capturado por el ejército de la Unión en 1865.

## Descripción
El fuerte estaba construido según un sistema novedoso, en lugar de ser una estructura rígida de piedra  que podía ser reducida a escombros fácilmente por el impacto de la artillería, estaba formado por troncos de madera cubiertos por tierra y arena, de tal forma que absorbía el impacto de los cañonazos y era difícil de destruir.

## Primera batalla de Fort Fisher
El 24 de diciembre de 1864, las fuerzas de la Unión iniciaron una operación anfibia para capturar Fort Fischer, dirigida por el mayor general Benjamin Butler y el contralmirante David Dixon Porter. El ataque se inició con un bombardeo naval y a continuación se realizó un desembarco de la infantería, sin embargo la llegada de refuerzos confederados frustaron la operación y el 27 de diciembre Benjamin Butler ordenó reembarcar a los 1000 soldados que aun permanecían en la playa y emprendió la retirada.

## Segunda batalla de Fort Fischer

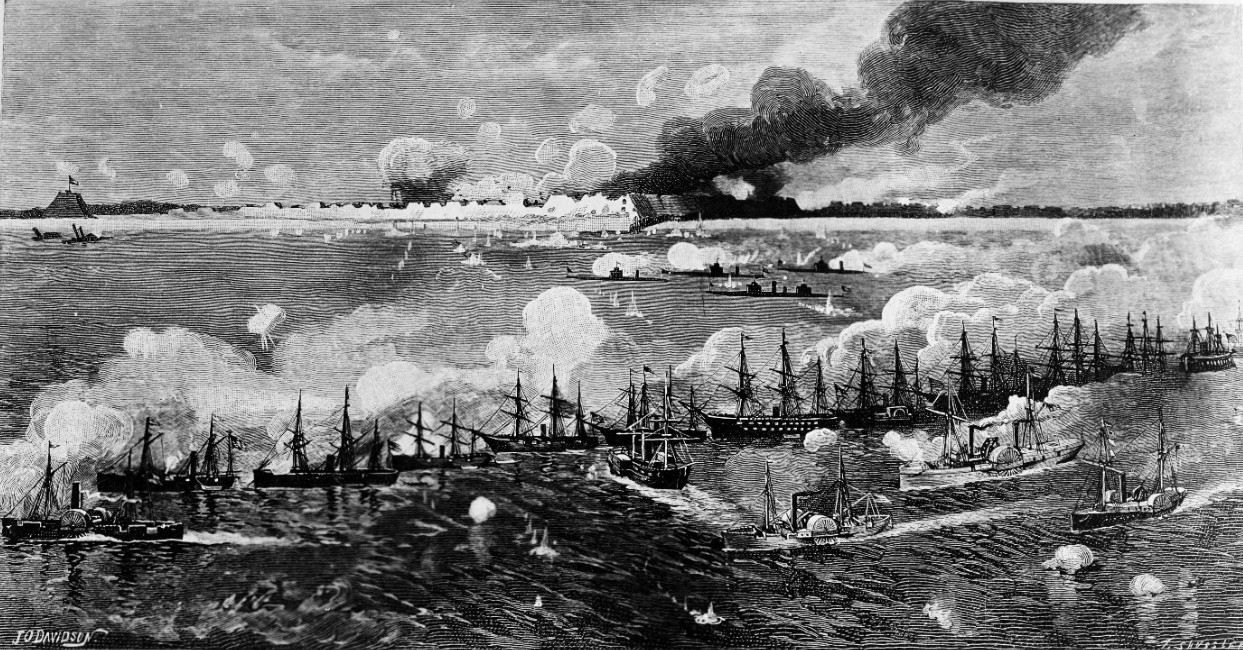
Bombardeo de Fort Fisher el 15 de enero de 1865

El 13 de enero de 1865 el ejército de la Unión inició un ataque anfibio sobre Fort Fischer con una poderosa escuadra cuyo buque insignia era la fragata Malvern, la fuerza asaltante contaba con 58 barcos y alrededor de 10000 hombres. Las operaciones comenzaron a las 8 de la mañana con un intenso bombardeo de la artillería naval que se prolongó hasta las dos de la tarde, momento en que inició el desembarco una fuerza de 8500 hombres entre marineros e infantes de marina. Durante la noche se reanudó el bombardeo que se prolongó hasta las tres de la tarde del día 15. Finalmente las tropas desembarcadas iniciaron el asalto y tras cinco horas de combate tomaron la fortificación, sufriendo 691 bajas entre muertos y heridos más 309 bajas en la escuadra, de los 2500 defensores iniciales se rindieron los 1800 supervivientes.